# Grande Prêmio da Grã-Bretanha de 1979
Resultados do Grande Prêmio da Grã-Bretanha de Fórmula 1 realizado em Silverstone em 14 de julho de 1979. Nona etapa do campeonato, a prova marcou tanto a última vitória de Clay Regazzoni quanto o primeiro triunfo da equipe Williams.

## Resumo
Alan Jones largou em primeiro, Jean-Pierre Jabouille largou em segundo e Clay Regazzoni em terceiro. Jabouille e Jones abandonaram e a vitória caiu no colo de Regazzoni. 
Foi a sétima e última vitória suíça na história da Fórmula 1.

## Classificação da prova
| Pos. | Nº | Piloto                | Construtor         | Voltas | Tempo/Diferença        | Grid | Pontos |
| ---- | -- | --------------------- | ------------------ | ------ | ---------------------- | ---- | ------ |
| 1    | 28 | Clay Regazzoni        | Williams-Ford      | 68     | 1:26:11.17             | 4    | 9      |
| 2    | 16 | René Arnoux           | Renault            | 68     | + 24.28                | 5    | 6      |
| 3    | 4  | Jean-Pierre Jarier    | Tyrrell-Ford       | 67     | + 1 volta              | 16   | 4      |
| 4    | 7  | John Watson           | McLaren-Ford       | 67     | + 1 volta              | 7    | 3      |
| 5    | 11 | Jody Scheckter        | Ferrari            | 67     | + 1 volta              | 11   | 2      |
| 6    | 25 | Jacky Ickx            | Ligier-Ford        | 67     | + 1 volta              | 17   | 1      |
| 7    | 8  | Patrick Tambay        | McLaren-Ford       | 66     | Pane seca              | 18   |        |
| 8    | 2  | Carlos Reutemann      | Lotus-Ford         | 66     | + 2 voltas             | 8    |        |
| 9    | 31 | Hector Rebaque        | Lotus-Ford         | 66     | + 2 voltas             | 26   |        |
| 10   | 3  | Didier Pironi         | Tyrrell-Ford       | 66     | + 2 voltas             | 15   |        |
| 11   | 17 | Jan Lammers           | Shadow-Ford        | 65     | + 3 voltas             | 21   |        |
| 12   | 18 | Elio de Angelis       | Shadow-Ford        | 65     | + 3 voltas             | 12   |        |
| 13   | 22 | Patrick Gaillard      | Ensign-Ford        | 65     | + 3 voltas             | 23   |        |
| 14   | 12 | Gilles Villeneuve     | Ferrari            | 63     | Sistema de combustível | 13   |        |
| Ret  | 29 | Riccardo Patrese      | Arrows-Ford        | 48     | Câmbio                 | 19   |        |
| Ret  | 26 | Jacques Laffite       | Ligier-Ford        | 46     | Motor                  | 10   |        |
| Ret  | 20 | Keke Rosberg          | Wolf-Ford          | 44     | Sistema de combustível | 14   |        |
| Ret  | 27 | Alan Jones            | Williams-Ford      | 38     | Bomba de gasolina      | 1    |        |
| Ret  | 30 | Jochen Mass           | Arrows-Ford        | 37     | Câmbio                 | 20   |        |
| Ret  | 14 | Emerson Fittipaldi    | Fittipaldi-Ford    | 25     | Motor                  | 22   |        |
| Ret  | 15 | Jean-Pierre Jabouille | Renault            | 21     | Turbo                  | 2    |        |
| Ret  | 5  | Niki Lauda            | Brabham-Alfa Romeo | 12     | Freios                 | 6    |        |
| Ret  | 1  | Mario Andretti        | Lotus-Ford         | 3      | Roda                   | 9    |        |
| Ret  | 6  | Nelson Piquet         | Brabham-Alfa Romeo | 1      | Rodou                  | 3    |        |
| DNQ  | 9  | Hans-Joachim Stuck    | ATS-Ford           |        |                        |      |        |
| DNQ  | 24 | Arturo Merzario       | Merzario-Ford      |        |                        |      |        |

## Tabela do campeonato após a corrida
| Pos. | Piloto            | Pontos |
| ---- | ----------------- | ------ |
| 1    | Jody Scheckter    | 32     |
| 2    | Gilles Villeneuve | 26     |
| 3    | Jacques Laffite   | 24     |
| 4    | Patrick Depailler | 20     |
| 5    | Carlos Reutemann  | 20     |

| Pos. | Construtor    | Pontos |
| ---- | ------------- | ------ |
| 1    | Ferrari       | 62     |
| 2    | Ligier-Ford   | 47     |
| 3    | Lotus-Ford    | 37     |
| 4    | Williams-Ford | 23     |
| 5    | Tyrrell-Ford  | 21     |

- Nota: Somente as primeiras cinco posições estão listadas. As quinze etapas de 1979 foram divididas em um bloco de sete e outro de oito corridas onde cada piloto podia computar quatro resultados válidos em cada, não havendo descartes no mundial de construtores.